# Етиопија на Светском првенству у атлетици на отвореном 2011.
Етиопија је на 13.Светском првенству у атлетици на отвореном 2011. одржаном у Тегу од 27. августа до 1. септембра, учествовала тринаести пут, односно учествовала је на свим првенствиима до данас. Репрезентацију Етиопије представљала су 34 такмичара (17 мушкараца и 17 жена) који су се такмичили у 13 дисциплина (6 мушких и 7 женских).,
На овом првенству Етиопија је по броју освојених медаља заузела 6 место са 5 освојених медаља, 1 златну и 4 бронзане.
Поред тога постављена су 3 национална у 4 рекорда сезоне.
Овим успехом репрезентација Етиопије је у укупном пласману рангирана на 9 место од укупно 204 земље учеснице. У табели успешности, према броју и пласману такмичара који су учествовали у финалним такмичењима (првих 8 такмичара) Етиопија је 17 учесника била 8 са 68 бодова.
Најуспешнији такмичар Етиопије био је Ибрахим Џеилан, који је у дисциплини трчања на 10.000 м освојио једину златну медаљу.
| Плас. | Земља    | 1. место | 2. место | 3. место | 4. место | 5. место | 6. место | 7. место | 8. место | Бр. финал. | Бод. |
| ----- | -------- | -------- | -------- | -------- | -------- | -------- | -------- | -------- | -------- | ---------- | ---- |
| 8.    | Етиопија | 1        | 0        | 4        | 2        | 5        | 0        | 1        | 4        | 17         | 68   |

## Селекција атлетичара
У припремама за Светско првенство објављено је неколико листа са различитим бројевима пријављених такмичара. Привремена лист је имала 36. такмичара
Коначна листа имала је 42 такмичара.
Следећи спортисти су били на привременој листи, али се нису појавили на такмичењу.
| Легенда: | Укинуте дисциплине | Такмичили се у другој дисциплини |

|          | Дисциплина       | Атлетичари      |
| -------- | ---------------- | --------------- |
| Мушкарци | 1.500 м          | Soresa Fida     |
| Мушкарци | 5.000 м          | Тарику Бекеле   |
| Мушкарци | 10.000 м         | Абера Кума      |
| Мушкарци | маратон          | Tadese Tola     |
| Жене     | 1.500 м          | Tizita Bogale   |
| Жене     | 5.000 м          | Emebet Anteneh  |
| Жене     | 10.000 м         | Белајнеш Олџира |
| Жене     | маратон          | Koren Jelela    |
| Жене     | 3.000 м препреке | Hiwot Ayalew    |

## Учесници
| Мушкарци: - Мохамед Аман — 800 м - Меконен Гебремедин — 1.500 м - Зебене Алемајеху — 1.500 м - Дересе Меконен — 1.500 м - Дејен Гебремескел — 5.000 м - Абера Кума — 5.000 м - Кенениса Бекеле — 5.000 м и 10.000 м - Имане Мерга — 5.000 м и 10.000 м - Силеши Сихин — 10.000 м - Ибрахим Џеилан — 10.000 м - Фејиса Лилеса — Маратон - Ешету Вендиму — Маратон - Чала Дечасе — Маратон - Габрегзиабер Гебремариам — Маратон - Базу Ворку — Маратон - Нахон Месфин Тарику — 3.000 м препреке - Роба Гари — 3.000 м препреке | Жене: - Фанту Магисо — 400 м и 800 м - Калкидан Газехегне — 1.500 м - Гелете Бурка — 1.500 м - Мешкерем Асефа — 1.500 м - Месерет Дефар — 5.000 м и 10.000 м - Гензебе Дибаба — 5.000 м - Сентајеху Еђигу — 5.000 м - Меселех Мелкаму — 10.000 м - Тигист Кирос — 10.000 м - Безунеш Бекеле — Маратон - Аберу Кебеде — Маратон - Atsede Baysa — Маратон - Aselefech Mergia — Маратон - Дире Туне — Маратон - Софија Асефа — 3.000 м препреке - Биртукан Фенте — 3.000 м препреке - Биртукан Адаму — 3.000 м препреке |  |

## Освајачи медаља

### Злато
- Ибрахим Џеилан — 10.000 м

### Бронза
Мушкарци
- Имане Мерга — 10.000 м
- Фејиса Лилеса — Маратон
- Дејен Гебремескел — 5.000 м

Жене
- Месерет Дефар — 5.000 м

## Резултати

### Мушкарци
| Атлетичар                | Дисциплина       | Лични рекорд | Група              | Група              | Полуфинале      | Полуфинале      | Финале                | Финале       | Детаљи |
| Атлетичар                | Дисциплина       | Лични рекорд | Резултат           | Место              | Резултат        | Место           | Резултат              | Место        | Детаљи |
| ------------------------ | ---------------- | ------------ | ------------------ | ------------------ | --------------- | --------------- | --------------------- | ------------ | ------ |
| Мохамед Аман             | 800 м            | 1:44,58      | 1:45,17            | 2. у гр 3 КВ       | 1:44,57 НР      | 2. у гр 3 КВ    | 1:45,93               | 8 / 44       |        |
| Меконен Гебремедин       | 1.500 м          | 3:31,57      | 3:41,28            | 2. у гр. 2 КВ      | 3:46,71         | 2. у гр. 1 КВ   | 13:23,92              | 7 / 37 (38)  |        |
| Зебене Алемајеху         | 1.500 м          | 13:00,15     | 3:41,08            | 9. у гр. 1 кв      | 3:51,19         | 12. у гр. 1     | Нису се квалификовали | 25 / 37 (38) |        |
| Дересе Меконен           | 1.500 м          | 12:53,58     | 3:40,08            | 2. у гр. 3 КВ      | 3:44,65         | 11. у гр. 2     | Нису се квалификовали | 11 / 37 (38) |        |
| Дејен Гебремескел        | 5.000 м          | 12:53,56     | 13:34,48           | 3 у гр. 1 КВ       |                 |                 | 13:23,92              |              |        |
| Абера Кума               | 5.000 м          | 13:00,15     | 13:38,41           | 3 у гр. 2 КВ       | 13:25,50        | 5 / 41          |                       |              |        |
| Имане Мерга              | 5.000 м          | 12:53,58     | 13:37,96           | 1 у гр. 2          | Дисквалификован | Дисквалификован |                       |              |        |
| Кенениса Бекеле          | 5.000 м          | 12:37,35 НР  | Није стартовао     | Није стартовао     | Нема пласман    | Нема пласман    |                       |              |        |
| Ибрахим Џеилан           | 10.000 м         | 27:02,81     |                    |                    |                 |                 | 27:13,81              |              |        |
| Имане Мерга              | 10.000 м         | 26:48,35     | 27:19,14           |                    |                 |                 |                       |              |        |
| Силеши Сихин             | 10.000 м         | 26:39,69     | 27:34,11           | 8 / 20             |                 |                 |                       |              |        |
| Кенениса Бекеле          | 10.000 м         | 26:17,53 НР  | Није завршио       | Није завршио       |                 |                 |                       |              |        |
| Фејиса Лилеса            | маратон          | 2:05:23      |                    |                    |                 |                 | 2:10:32 ЛРС           |              |        |
| Ешету Вендиму            | маратон          | 2:06:46      | 2:13:37            | 12 / 67            |                 |                 |                       |              |        |
| Чала Дечасе              | маратон          | 2:06:33      | Нису завршили трку | Нису завршили трку |                 |                 |                       |              |        |
| Габрегзиабер Гебремариам | маратон          | 2:08:14      | Нису завршили трку | Нису завршили трку |                 |                 |                       |              |        |
| Базу Ворку               | маратон          | 2:05:25      | Нису завршили трку | Нису завршили трку |                 |                 |                       |              |        |
| Нахон Месфин Тарику      | 3.000 м препреке |              | 8:12,04            | 4 у гр. 2 КВ, ЛР   |                 |                 | 8:25,39               | 11 / 35      |        |
| Роба Гари                | 3.000 м препреке | 8:09,87 НР   | 8:20,28            | 2 у гр. 3 КВ       | 8:18,37         | 5 / 35          |                       |              |        |

1. ↑  Иако је имала пет маратонаца Етиопија није добила бодове за Светски куп јер није имала тројицу са пласманом (који су завршили трку)

### Жене
| Атлетичарка        | Дисциплина       | Лични рекорд | Група            | Група            | Полуфинале            | Полуфинале            | Финале                | Финале             | Детаљи |
| Атлетичарка        | Дисциплина       | Лични рекорд | Резултат         | Место            | Резултат              | Место                 | Резултат              | Место              | Детаљи |
| ------------------ | ---------------- | ------------ | ---------------- | ---------------- | --------------------- | --------------------- | --------------------- | ------------------ | ------ |
| Фанту Магисо       | 400 м            | 52,03 НР     | 52,23            | 4 у гр. 3 КВ     | 53,41                 | 8 у гр. 1             | Није се квалификовала | 23 / 36 (37)       |        |
| Фанту Магисо       | 800 м            |              | 2:02,58          | 5 у гр. 2 кв     | 1:59,17 НР            | 4 у гр. 3             | Није се квалификовала | 10 / 35 (36)       |        |
| Гелете Бурка       | 1.500 м          | 3:58,79      | 4:07,91          | 7 у гр. 3 КВ     | Није завршила трку    | Није завршила трку    | Није завршила трку    | Није завршила трку |        |
| Калкидан Газехегне | 1.500 м          | 4:00,97      | 4:14,45          | 7 у гр. 1 кв     | 4:08,96               | 3 у гр. 1 КВ          | 4:06,42               | 5 / 35             |        |
| Мешкерем Асефа     | 1.500 м          | 4:02,12      | 4:12,43          | 10 у гр. 2       | Није се квалификовала | Није се квалификовала | Није се квалификовала | 26 / 35            |        |
| Месерет Дефар      | 5.000 м          | 14:12,88     | 15:19,46         | 1 у гр. 1 КВ     |                       |                       | 14:56,94              |                    |        |
| Сентајеху Еђигу    | 5.000 м          | 14:28,39     | 15:20,13         | 4 у гр. 2 КВ     | 14:59,99              | 4 / 23                |                       |                    |        |
| Гензебе Дибаба     | 5.000 м          | 14:37,56     | 15:33,06         | 1 у гр. 2        | 15:09,35              | 8 / 22 (23)           |                       |                    |        |
| Меселех Мелкаму    | 10.000 м         | 29:53,80 НР  |                  |                  |                       |                       | 30:56,55 РС           | 5 / 17 (19)        |        |
| Тигист Кирос       | 10.000 м         | 31:20,38     | 32:11,37         | 11 / 17 (19)     |                       |                       |                       |                    |        |
| Месерет Дефар      | 10.000 м         | 29:59,20     | Није завршила    | Није завршила    |                       |                       |                       |                    |        |
| Безунеш Бекеле     | маратон          | 2:23:09      |                  |                  |                       |                       | 2:29:21               | 4 / 44 (55)        |        |
| Аберу Кебеде       | маратон          | 2:23:58      | 2:31:22          | 12 / 44 (55)     |                       |                       |                       |                    |        |
| Atsede Baysa       | маратон          | 2:22:04      | 2:31:37          | 14 / 44 (55)     |                       |                       |                       |                    |        |
| Aselefech Mergia   | маратон          | 2:22:38      | Није завршила    | Није завршила    |                       |                       |                       |                    |        |
| Дире Туне          | маратон          | 2:23:44      | Дисквалификована | Дисквалификована |                       |                       |                       |                    |        |
| Софија Асефа       | 3.000 м препреке | 9:15,04 НР   | 9:32,48          | 1 у гр. 2 КВ,    |                       |                       | 9:28,24               | 6 / 32 (33)        |        |
| Биртукан Фенте     | 3.000 м препреке | 9:28.27      | 9:28,82          | 5 у гр. 1 кв     | 9:36,81               | 10 / 32 (33)          |                       |                    |        |
| Биртукан Адаму     | 3.000 м препреке | 9:20,37      | 9:37,31          | 4 у гр. 3 КВ     | 10:05,10              | 15 / 32 (33)          |                       |                    |        |

Легенда: НР = национални рекорд, ЛР= лични рекорд, РС = Рекорд сезоне (најбољи резултат у сезони до почетка првества), КВ = квалификован (испунио норму), кв = квалификова (према резултату)